# Sidney (Ohio)
Pour les articles homonymes, voir Sidney.
Sidney est une ville de l'État de l'Ohio, aux États-Unis.
Elle est le siège du comté de Shelby.

## Géographie
Selon les données du Bureau du recensement des États-Unis, Sidney a une superficie de 27,2 km² (soit 10,5 mi²) dont 27,0 km² (soit 10,4 mi²) en surfaces terrestres et 0,2 km² (soit 0,1 mi²) en surfaces aquatiques.

## Démographie
Sidney était peuplée, lors du recensement de 2000, de 20 211 habitants.